# The Life and Times of Judge Roy Bean
The Life and Times of Judge Roy Bean (bra: Roy Bean - O Homem da Lei; prt: O Juiz Roy Bean) é um filme norte-americano de 1972, do gênero faroeste, dirigido por John Huston e estrelado por Paul Newman e Jacqueline Bisset.